# Satu Mare (gmina Secusigiu)
Satu Mare (serb. Наћфала) – wieś w Rumunii, w okręgu Arad, w gminie Secusigiu. W 2011 roku liczyła 840 mieszkańców. 